# Mycena inclinata
Mycena inclinata (Fr.) Quél., Champs Jura Vosges 1: 105 (1872) è un fungo saprofita della famiglia Tricholomataceae. Si riconosce per la crescita cespitosa e il forte odore, rancido, di sapone e sego. Dal sapore acre, non è commestibile.

## Tassonomia, filogenesi e denominazione
Descritto per la prima volta come Agaricus inclinatus dal micologo svedese Elias Magnus Fries nel 1838, gli è stato assegnato il nome attuale nel 1872, da Lucien Quélet. Sinonimi di Mycena inclinata sono Mycena galericulata var. calopus (Karsten, 1879), e il suo basionimo Agaricus galericulatus var. calopus (Fries, 1873).
L'epiteto specifico inclinata viene dal latino inclinatus = inclinato, per la forma del gambo.
In uno studio molecolare delle sequenze di DNA ribosomiale dei funghi micorrizici dell'orchidea Gastrodia confusa, M. inclinata è risultata essere strettamente correlata a M. aurantiomarginata, a M. crocata e a M. leaiana.

### Sinonimi e binomi obsoleti
- Agaricus alcalinus sensu Cooke [Ill. Brit. Fung. 234 (225) (1882)]; fide Checklist of Basidiomycota of Great Britain and Ireland (2005)
- Agaricus galericulatus var. calopus Fr., Ges. naturf. Freunde, Berlin 1: 86 (1873)
- Agaricus inclinatus Fr., Epicrisis systematis mycologici (Uppsala): 107 (1838)
- Mycena galericulata var. calopus (Fr.) P. Karst. [as 'calopoda'], Rysslands, Finlands och den Skandinaviska Halföns. Hattsvampar 32: 106 (1879)

## Descrizione

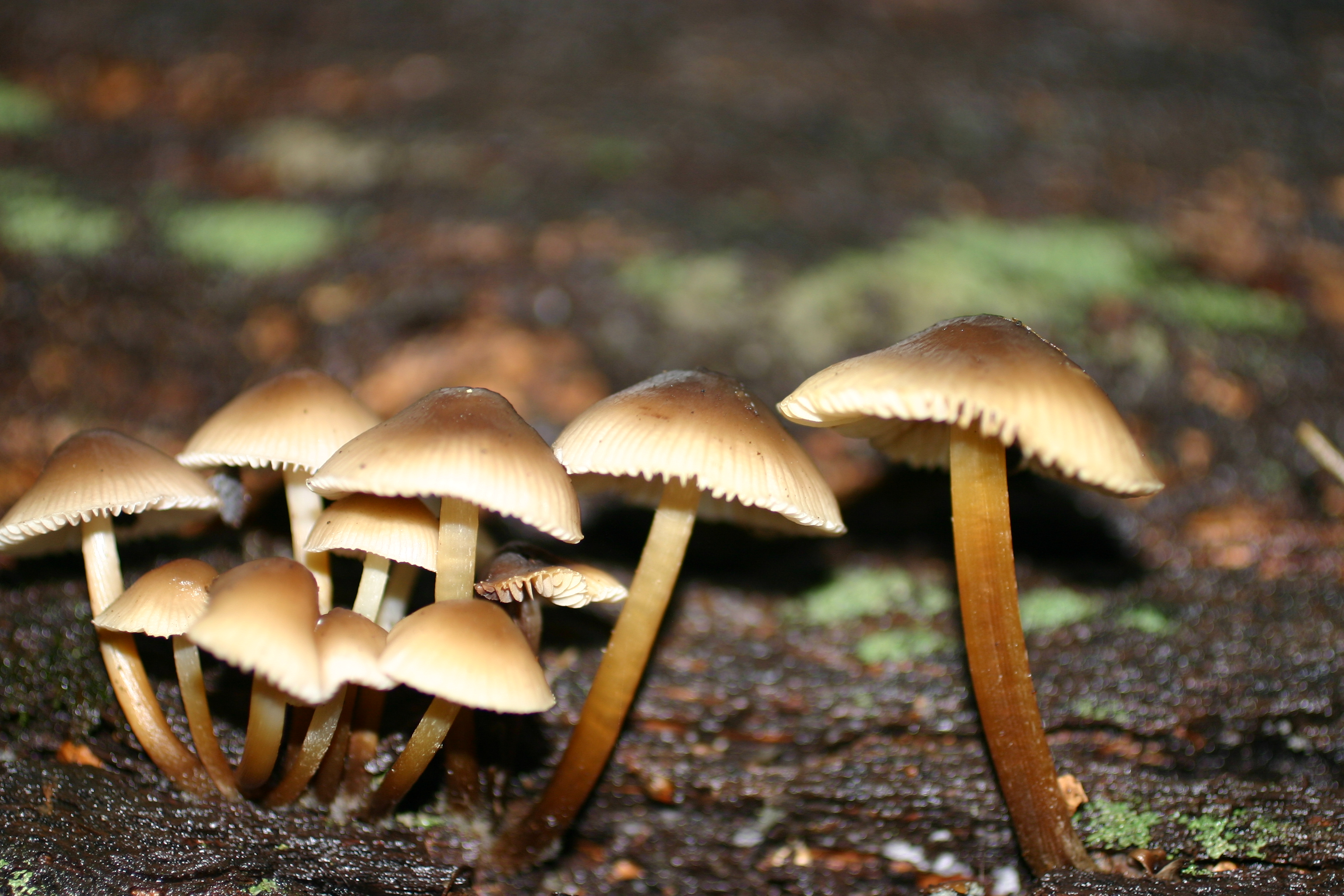
I gambi gradualmente diventano marrone scuro vicino alla base.

Il cappello è grigiastro o leggermente bruno, con diametro che varia tipicamente da 1 a 4,5 cm. Inizialmente conico-campanulato, si appiattisce durante la maturità, sviluppando solchi superficiali visibili in corrispondenza delle lamelle sottostanti. Il margine del cappello ha piccoli ma distinti dentellamenti. La superficie è umida, liscia e igrofana. Il cappello spesso sviluppa delle fessure ai margini, o delle crepe nel disco (la parte centrale del cappello). La carne del cappello è spessa al centro, ma sottile altrove, grigiastra e biancastra, fragile, e con odore e sapore leggermente farinosi. Le lamelle hanno un attaccamento decorrente al gambo (ossia, che si prolunga per tutta la lunghezza del gambo) e sono di colore bruno chiaro con sfumature di rosso. Esse sono ampie (tra 3 e 6 mm), e hanno una spaziatura molto piccola, con circa 26-35 lamelle che raggiungono il gambo. Il gambo, fragile, è lungo da 3 a 9 cm, spesso e va dal giallo al giallo-bruno, diventando bruno-rossastro, giallo-marrone nella parte inferiore in maturità. La porzione inferiore dei gambi giovani è coperta di macchie bianche. Approssimativamente uguale in spessore in alto e in basso, la base del gambo è coperta da miceli gialli che possono arrivare fino a un terzo della lunghezza del gambo. La commestibilità del fungo è "dubbia" e il suo consumo è ritenuto "da evitare".

### Caratteristiche microscopiche
Le spore hanno un diametro che va da 5-6,5 a 7-9 μm, sono bianche, generalmente ellissoidi, lisce, e fortemente amiloidi (diventano nere quando vengono trattate con reattivo di Melzer). I basidi (cellule portatrici di spore) hanno quattro spore. I pleurocistidi (i cistidi sulla superficie delle lamelle) non sono differenziati. I cheilocistidi (i cistidi sul bordo delle lamelle) sono incorporati nel bordo delle lamelle e molto appariscenti, a forma di clava, con diametro da 5-10 a 26-36 micron, e hanno punte che sono coperte con proiezioni contorte che possono essere magre o spesse. La carne delle lamelle è omogenea, e va dal pallido-giallastro al marrone sporco quando colorata con iodio. La carne del cappello ha una pellicola distinta, un'ipoderma (regione di tessuto immediatamente sotto la pellicola) ben differenziato, e trama del corpo filamentosa; in colorazione con lo iodio va dal giallo pallido al brunastro.

### Varietà
E. J. H. Corner descrisse le varietà di M. inclinata var. kinabaluensis e var. subglobospora in una sua pubblicazione del 1994 sui funghi agarici della Malaysia, una regione biogeografica a cavallo tra il confine delle ecozone orientale e australasiana. La varietà kinabaluensis (dal nome della sua località tipo, Kinabalu) ha il margine del cappello non smerlato, un debole o nessun odore, e cheilocistidi con processi più brevi. Si è constatato che cresce sul legno morto del Lithocarpus havilandii, un albero di Lithocarpus della famiglia del faggio. La varietà subglobospora, che si trova a Sabah, ha spore che sono quasi sferiche.

## Specie simili

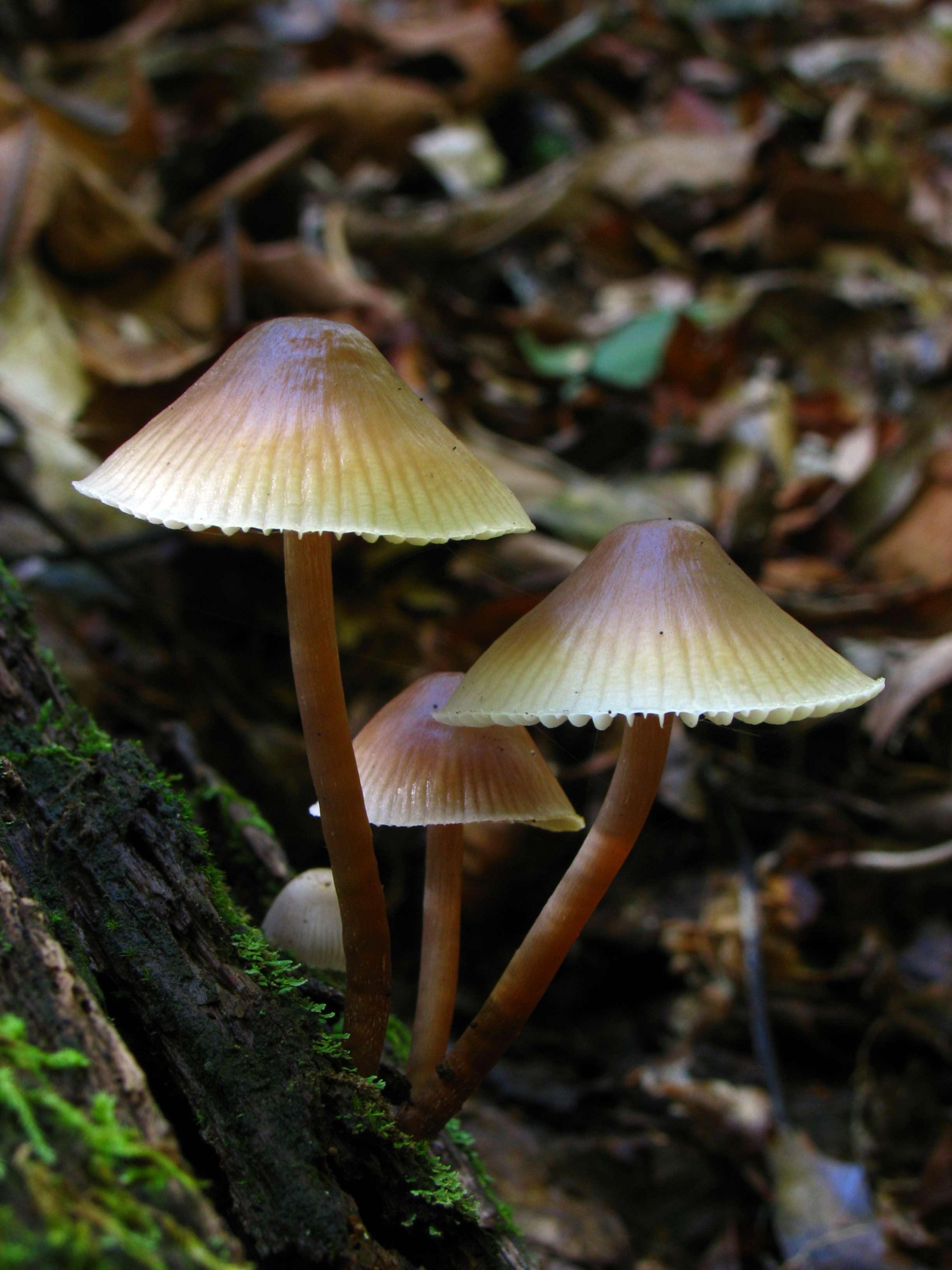
M. galericulata è una specie somigliante a M. inclinata.

Mycena maculata presenta qualche somiglianza con M. inclinata, ma è associata solo con la decomposizione di tronchi di legno duro e ceppi, e si trova nella parte orientale del Nord America, e talvolta nelle querce della West Coast. Quando vecchio, questo fungo sviluppa macchie rossastre sulle lamelle, non presenti in M. inclinata.
M. inclinata viene spesso confusa con il commestibile M. galericulata, una specie comune che è variabile nel colore del cappello, nella taglia e nella forma.  M. galericulata in genere ha un cappello conico grigio-marrone opaco, e venature bianche o grigiastre.
M. polygramma ha un gambo increspato e grigio-bluastro.

## Habitat e distribuzione
Mycena inclinata è un fungo saprofita, che deriva i suoi nutrienti da materia organica in decomposizione sulla lettiera come foglie, cortecce e rami. Realizza questo processo con la produzione di enzimi in grado di abbattere le tre principali componenti biochimiche della parete cellulare delle piante: cellulosa, emicellulosa e lignina.
I corpi fruttiferi di Mycena inclinata crescono in densi gruppi su tronchi di legno duro e ceppi (in particolare di quercia e castagno) in decomposizione, durante la primavera e l'autunno. Il fungo forma un bianco, lanoso micelio sulla superficie delle foglie di quercia in decomposizione. Occasionalmente può essere trovato anche su alberi vivi. Nel Nord America orientale, è abbondante nella zona delimitata da Nuova Scozia, Ontario, Manitoba, Missouri, Carolina del Nord e New York. Ne sono stati ritrovati esemplari anche in Oregon, ma la specie sembra essere generalmente rara lungo la Costa pacifica. La zona di distribuzione del fungo comprende anche l'Europa, le Isole Canarie, il Nord Africa, la Siberia orientale, il Giappone, la Malesia, la Turchia, e la Nuova Zelanda.

## Proprietà chimiche
In uno studio sulla concentrazione delle tracce di metallo nelle varie specie di funghi trovate in Ordu (Turchia), M. inclinata si è dimostrato avere livelli relativamente elevati di ferro (628 mg per kg) e nichel (21,6 mg/kg), misurati sulla base della sostanza secca. Studi di laboratorio hanno dimostrato che il fungo è resistente all'alluminio. 
Il fungo è stato studiato per la sua capacità di decolorare i coloranti sintetici che vengono utilizzati nelle industrie tessili, plastiche, biomediche e alimentari: i coloranti non sono facilmente biodegradabili, e quando vengono scaricati nell'ambiente sono persistenti e spesso tossici.

### Testo citato
- Smith AH., North American species of Mycena, Ann Arbor, Michigan, University of Michigan Press, 1947.